# Benilda Vergílio
Benilda Vergílio (Porto Murtinho, 2 de outubro de 1987) é uma estilista brasileira e sua obra é influenciada por sua cultura indígena Kadiwéu.

## Biografia
Benilda Vergílio é indígena da etnia Kadiwéu. Nasceu em Alves de Barros, uma pequena aldeia no estado de Mato Grosso do Sul na região Centro-Oeste do Brasil. Interessada em moda quando era criança, Benilda se familiarizou com o mundo das roupas através de revistas que seu avô comprava para ela em Campo Grande. Com apenas nove anos, ela deixou sua aldeia para morar em Bodoquena com seus tios para estudar no colégio interno evangélico Lourenço Buckman. Foi aí que ela conheceu a professora de Inglês, Yara Costa, que era voluntária no colégio e que a incentivou a ir para para universidade e seguir sua paixão de desenhar.
Benilda Vergílio se formou na Universidade Católica Dom Bosco (UCDB) com um diploma em design. Ela participou de desfiles de moda durante seus últimos anos de estudante. Como resultado, conseguiu várias propostas de financiamento e começou sua carreira. 

### Carreira
Benilda Vergílio mostrou as primeiras coleções para um público fashionista de Campo Grande em espaços culturais. Depois disso, foi convidada para ir a outras cidades vizinhas e também festivais culturais para celebrar o Dia do Índio. Ela voltou a sua aldeia para dar aulas de arte e língua indígena em 2011 e 2012. Benilda queria buscar suas origens e conhecer melhor a história dos seus avós. Em 2015 promoveu o primeiro evento cultural na sua aldeia, junto com outros jovens kadiwéu que não viviam mais lá. Esse evento já está em sua quinta edição.  No futuro, ela planeja continuar seu trabalho da moda na cidades maiores como São Paulo. Sua marca é “Benilda Kadiwéu.” Ela ilustra seu amor por sua cultura não somente com a moda, mas através do ativismo. Ela participa dos eventos que mostram o significado da preservação da arte Kadiwéu.

### Influência criativa
Benilda Vergílio quer utilizar a história e a cultura de sua etnia Kadiwéu em seu trabalho. Desde 2009, a roupa que ela faz tem geralmente desenhos relacionados com sua etnia e tribo. Sua roupa mostra detalhes relacionados aos rituais de seu povo. Para fazer isso, ela usa a estamparia para mostrar pinturas indígenas que são comuns em sua cultura.
Além da carreira artística, Benilda é ativista pelos direitos dos povos indígenas e pela preservação de suas culturas.